# Europamästerskapen i bancykling
Europamästerskapen i bancykling arrangeras sedan 1995 av Union Européenne de Cyclisme (UEC), men har rötter så långt tillbaka som i 1800-talet. 2010 samlades alla grenar utom derny och stayer (vilka vanligen håller separata mästerskap) i ett gemensamt arrangemang, vilket sedan 2016 omfattar 11 grenar för vardera herrar och damer.
De elva grenar som ingår 2025, för damer såväl som för herrar, är:

- Individuellt förföljelselopp
- Lagförföljelselopp
- Elimineringslopp
- Poänglopp
- Scratch
- Omnium
- Madison
- Sprint
- Lagsprint
- Keirin
- Kilometerlopp

## Historia

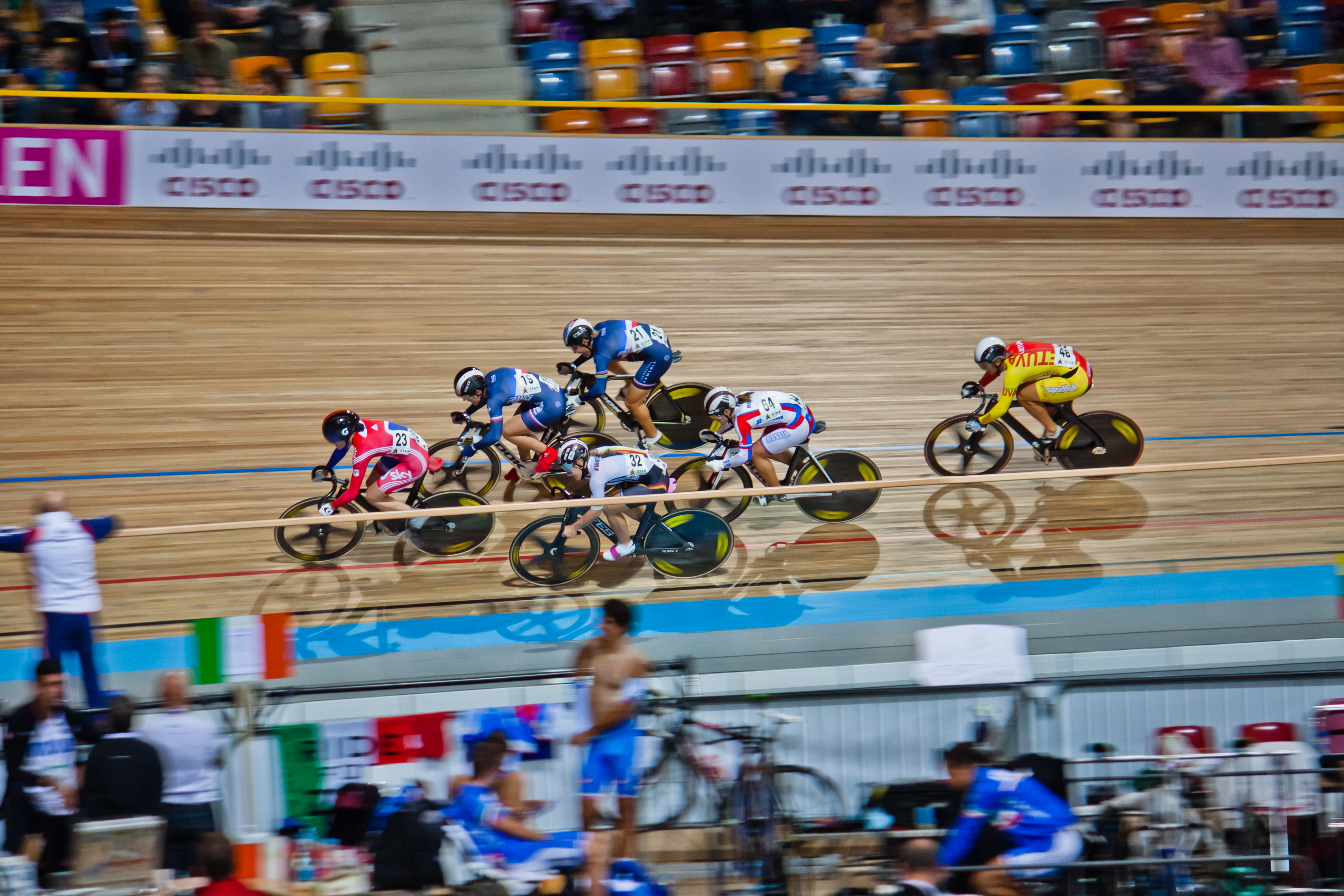
Spurten vid damernas keirin-final 2011 i nederländska Apeldoorn.

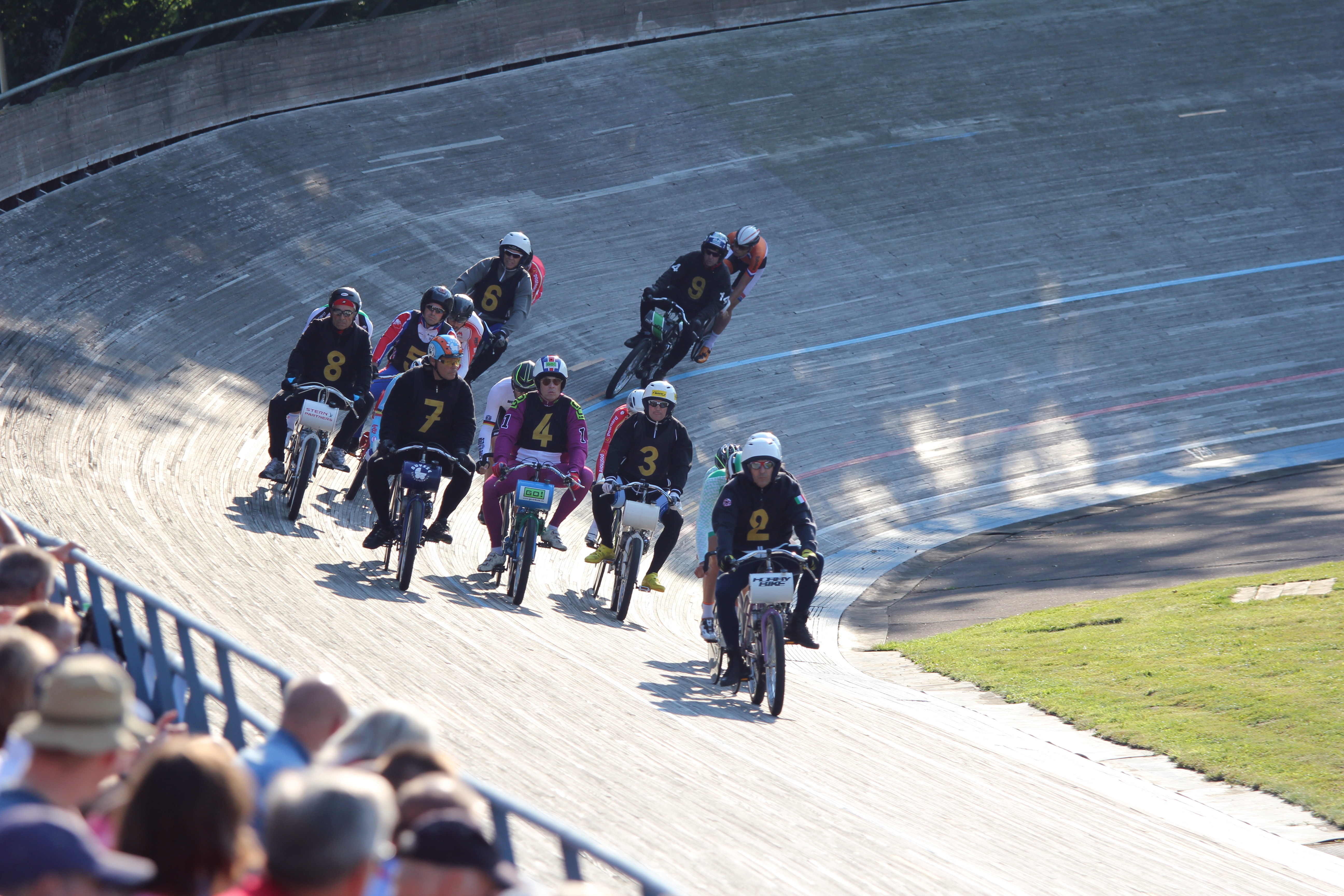
Europamästerskapen i derny på Hannovers utomhusvelodrom i augusti 2015. Inget stayer-mästerskap hölls detta år, men i mitten av oktober kördes EM i övriga grenar i schweiziska Grenchen.

Redan 1888 hade "europamästerskap" hållits för höghjulingar och trehjulingar i Nederländerna av Algemene Nederlandsche Wielrijders-Bond ("Allmänna nederländska cyklistförburndet") och 1892 även för de nya "moderna" säkerhetscyklarna. Den 4 oktober 1896 arrangerades "europamästerskap" i bancykling för professionella av tyska Verband der Vereine für Radwettfahrten ("Cykeltävlingsföreningarnas förbund") – från 1901 övergick dessa till att hållas i UCI:s regi och fortsatte så till och med 1913, varefter första världskriget satte stopp för fortsatt tävlande. Dessa tävlingar utgjordes av sprintlopp på 1000 m. Efter kriget kördes ytterligare en upplaga 1920, men sedan lades tävlingarna ner. Efter andra världskrigets slut återupptogs europamästerskapskonceptet av privata arrangörer som arrangerade inofficiella mästerskap under beteckningen "europakriteriet" eller "vintermästerskapen" från 1949 och när Union Européenne des Vélodromes d'hiver ("Europeiska vintervelodrom-unionen") bildades 1956 tog denna över och fortsatte arrangera dessa mästerskap till 1971 då den av UCI 1965 bildade Fédération Internationale de Cyclisme Professionnel (FICP) tog över. FICP fortsatte att arrangera Championnats d’Hiver ("vintermästerskapen") fram till och med säsongen 1990/1991, då den av UCI bildade UEC blev ansvarig för alla europamästerskap.
Utöver dessa sprintmästerskap arrangerades separata (ibland, allt oftare under 1980-talet, hållna tillsammans med mästerskap i andra grenar) europamästerskap i madison (1949/1950–1990/1991), omnium (1956/1957–1990/1991), derny (1961/1962–1990/1991) och stayer (1949/1950–1990/1991).
Eftersom inomhusbancyklingen har sin säsong från cirka oktober till februari och det stora årliga arrangemanget för inomhusvelodromerna var deras respektive  sexdagarslopp, som hade en relativt fast plats i kalendern (exempelvis hölls Kölns sexdagars över nyårshelgen från 1959 till nerläggningen 1998 och Gents sexdagars, som fortfarande arrangeras 2024, har gått runt mitten eller i andra halvan av november sedan 1955), ledde detta till att "vintermästerskapen" hoppade fram och tillbaka i kalendern, så att de ibland gick före nyår, och ibland efter, beroende på var mästerskapen hölls (velodromerna drevs ju av finansiella intressen hos ägarna och att hålla stora tävlingar för tätt påverkade ju publikintresset och därmed intäkterna). Detta medförde att det vissa kalenderår hölls två mästerskap och andra inget. Exempelvis vintermästerskapen i madison 1965/1966 (27 februari 1966), 1966/1967 (11 november 1966), 1967/1968 (1 mars 1968), 1968/1969 (8 december 1968), 1969/1970 (17 oktober 1969) och 1970/1971 (23 januari 1971) – två mästerskap 1966 och 1968, ett mästerskap 1969 och 1971, samt inget mästerskap 1967 och 1970 – men det hölls ett mästerskap varje vinter.
När UEC tog över hölls inledningsvis inga europamästerskap, men 1995 återupptogs de i madison, omnium (uppdelat i sprintomnium och uthållighetsomnium till och med 2009), sprint och (separat) stayer, samt 2000 i derny (separat). 1995 infördes även damklasser vid EM. År 2001 infördes junior- och U23-mästerskap, vilka hölls med elitens tävlingar. Europamästerskapen stängdes också för icke-européer från UEC:s övertagande – fram till och med 1990 hade de varit öppna – och i madison skulle båda cyklisterna dessutom representera samma nation.
2010 återinfördes UEC:s europamästerskap på bana för elitcyklister, men nu skilt från junior- och U23-mästerskapen, vilket gjorde att det kunde köras som ett samlat arrangemang för alla grenar (och utökas med fler) utom derny och stayer, vilka fortsatte som separata mästerskap (ibland dock hållna tillsammans med varandra och någon gång med övriga grenar) eftersom de ställer extra krav på banans utformning (de hålls därför ofta på utomhusvelodromer under sommar eller höst – speciellt gäller detta stayerloppen eftersom de tunga motorcyklar som används som pace är mindre lämpade för korta inomhusvelodromer med träbanor, utan passar bättre på längre breda utomhusbanor av betong). Första året, 2010, bestod det av fem grenar för vardera damer och herrar – sprint, lagsprint, keirin, omnium ("uthållighetsomnium") och lagförföljelselopp, samt, endast för herrar, madison. 2011 infördes poänglopp för båda könen. 2014 infördes kilometerlopp (för damer 500 m), individuellt förföljelselopp och scratch för damer och herrar, 2015 elimineringslopp för båda könen och 2016 madison för damer. Från 2025 kör även damerna kilometerlopp (i stället för 500 m) och damernas och herrarnas grenar är därigenom desamma.

## Upplagor

### UCI:s Europamästerskap 1901–1920

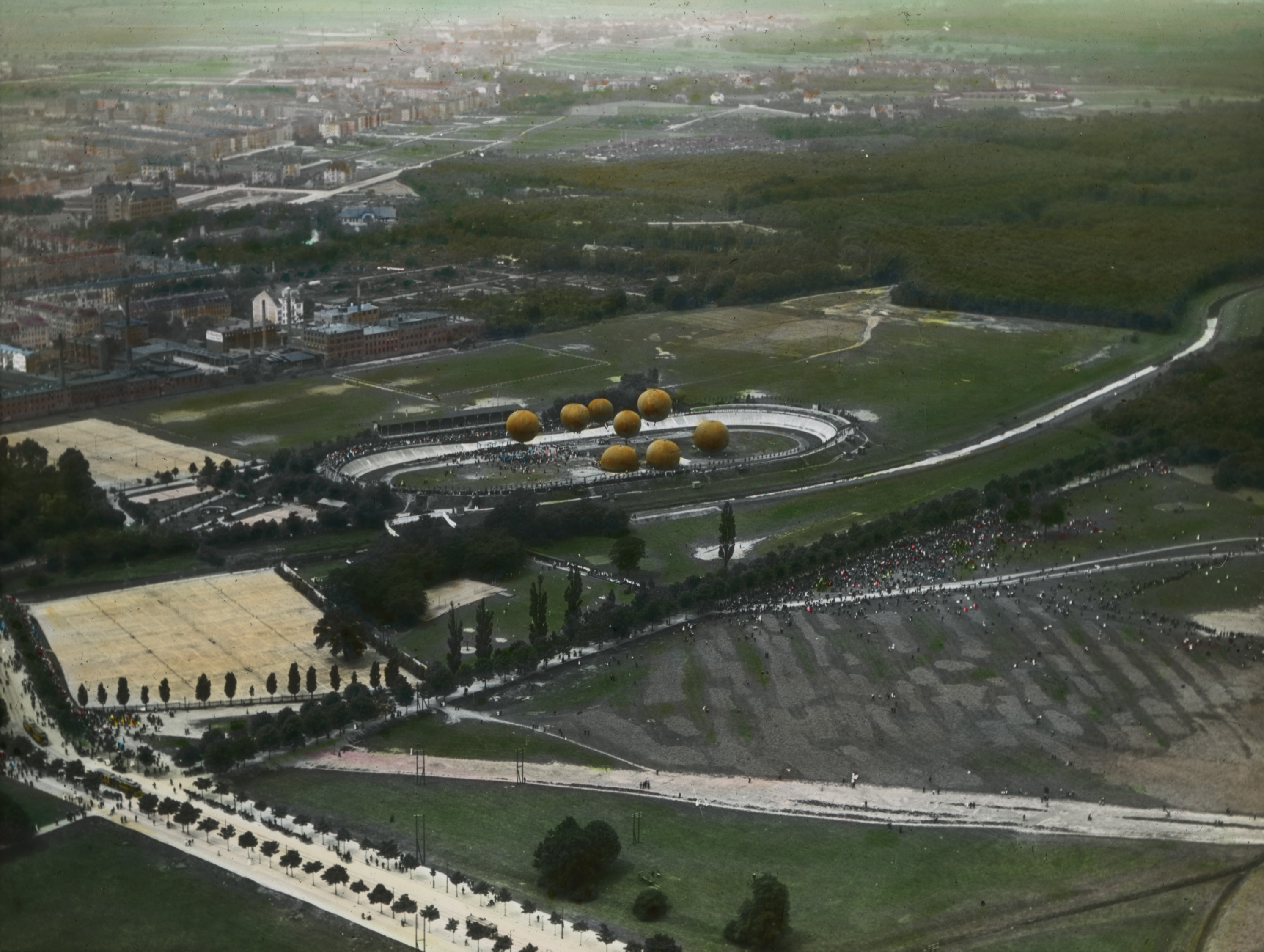
De första europamästerskapen hölls under sommaren/hösten på utomhusvelodromer, som Sportplatz Leipzig på bilden. Här dock under en ballonguppvisning 1912 (fotot är kolorerat i efterhand).

| År |

| År |

### "Vintermästerskap" 1949–1956
| Disciplin |

| Säsong |

* = Sista tävlingen i en serie tävlingar på olika platser anges.

### UEVH:s Vintermästerskap 1956–1971
| Disciplin |

| Säsong |

### FICP:s Europamästerskap (Vintermästerskapen) 1971–1990
| Disciplin |

| Säsong |

### UEC:s Europamästerskap 1995–2009
| Disciplin | Sprint      | Sprint          | Lagsprint + omnium | Lagsprint + omnium | Madison     | Madison       | Stayer      | Stayer          | Derny       | Derny       |
| \| År \|  | Ort         | Datum           | Ort                | Datum              | Ort         | Datum         | Ort         | Datum           | Ort         | Datum       |
| --------- | ----------- | --------------- | ------------------ | ------------------ | ----------- | ------------- | ----------- | --------------- | ----------- | ----------- |
| 1995      | Moskva      | 3–5 oktober     | Valencia           | 14–16 december     | Manchester  | 12 februari   | Zürich      | 8–10 augusti    | ej avhållet | ej avhållet |
| 1996      | ej avhållet | ej avhållet     | Moskva             | 3–5 oktober        | Zürich      | 1 december    | Forst       | 15–17 augusti   | ej avhållet | ej avhållet |
| 1997      | ej avhållet | ej avhållet     | Berlin             | 19–21 september    | Dortmund    | 16 november   | Berlin      | 19–21 september | ej avhållet | ej avhållet |
| 1998      | ej avhållet | ej avhållet     | Szczecin           | 24–26 juli         | Stuttgart   | 21 januari    | Forst       | 7–8 augusti     | ej avhållet | ej avhållet |
| 1999      | Dalmine     | 31 aug.–2 sept. | Dalmine            | 31 aug.–2 sept.    | Gent        | 11 november   | ej avhållet | ej avhållet     | ej avhållet | ej avhållet |
| 2000      | ej avhållet | ej avhållet     | ej avhållet        | ej avhållet        | Gent        | 1 november    | Chemnitz    | 29–30 september | Amsterdam   | 7 maj       |
| 2001      | ej avhållet | ej avhållet     | Brno               | 13–17 juli         | Brno        | 13–17 juli    | Leipzig     | 3–4 augusti     | Antwerpen   | 9 september |
| 2002      | ej avhållet | ej avhållet     | Kaarst-Büttgen     | 17–21 juli         | Amsterdam   | 19 oktober    | ej avhållet | ej avhållet     | Amsterdam   | 19 oktober  |
| 2003      | ej avhållet | ej avhållet     | Moskva             | 3–7 september      | Amsterdam   | 18 oktober    | ej avhållet | ej avhållet     | Newport     | 14 november |
| 2004      | ej avhållet | ej avhållet     | Valencia           | 14–18 juli         | Fiorenzuola | 5 juli        | ej avhållet | ej avhållet     | Newport     | 19 november |
| 2005      | ej avhållet | ej avhållet     | Fiorenzuola        | 20–24 juli         | Dalmine     | 4 juli        | ej avhållet | ej avhållet     | Dalmine     | 4 juli      |
| 2006      | ej avhållet | ej avhållet     | Köpenhamn *        | 11–12 oktober      | Köpenhamn   | 11–12 oktober | Forst       | 17–18 juni      | Köpenhamn   | 11 oktober  |
| 2007      | ej avhållet | ej avhållet     | Alkmaar *          | 19–20 oktober      | Alkmaar     | 19–20 oktober | Alkmaar     | 19 oktober      | Alkmaar     | 20 oktober  |
| 2008      | ej avhållet | ej avhållet     | Alkmaar *          | 17–18 oktober      | Alkmaar     | 17–18 oktober | Alkmaar     | 17 oktober      | Alkmaar     | 18 oktober  |
| 2009      | ej avhållet | ej avhållet     | Gent *             | 17–18 oktober      | Gent        | 17–18oktober  | Forst       | 30 augusti      | Gent        | 17 oktober  |
| År        |             |                 |                    |                    |             |               |             |                 |             |             |

* = endast omnium.

### UEC:s Europamästerskap från 2010
| År   | UEC:s banmästerskap      | UEC:s banmästerskap | UEC:s banmästerskap              | UEC:s banmästerskap | UEC:s stayermästerskap              | UEC:s stayermästerskap              | UEC:s dernymästerskap               | UEC:s dernymästerskap               |
| År   | Ort                      | Datum               | Velodrom                         | Grenar              | Ort                                 | Datum                               | Ort                                 | Datum                               |
| ---- | ------------------------ | ------------------- | -------------------------------- | ------------------- | ----------------------------------- | ----------------------------------- | ----------------------------------- | ----------------------------------- |
| 2010 | Pruszków                 | 5–7 november        | BGŻ Arena                        | 11                  | Alkmaar                             | 15–17 oktober                       | ej avhållet                         | ej avhållet                         |
| 2011 | Apeldoorn                | 21–23 oktober       | Omnisport Apeldoorn              | 13                  | Nürnberg                            | 16–17 september                     | Montichiari                         | 12 november                         |
| 2012 | Panevėžys                | 19–21 oktober       | Cido Arena                       | 13                  | Zürich                              | 30–31 augusti                       | Montichiari                         | 10 november                         |
| 2013 | Apeldoorn                | 18–20 oktober       | Omnisport Apeldoorn              | 13                  | Nürnberg                            | 23–24 augusti                       | Montichiari                         | 9 november                          |
| 2014 | Baie-Mahault, Guadeloupe | 16–19 oktober       | Vélodrome Amédée Détraux         | 19                  | Forst                               | 30–31 augusti                       | Ballerup                            | 31 okt.–1 nov.                      |
| 2015 | Grenchen                 | 14–18 oktober       | Velodrome Suisse                 | 21                  | ej avhållet                         | ej avhållet                         | Hannover                            | 21–22 augusti                       |
| 2016 | Montigny-le-Bretonneux   | 19–23 oktober       | Vélodrome national               | 22                  | Montigny-le-Bretonneux              | 19 oktober                          | Ballerup                            | 1 november                          |
| 2017 | Berlin                   | 18–22 oktober       | Velodrom                         | 23*                 | Berlin                              | 20–21 oktober                       | Hannover                            | 18–19 augusti                       |
| 2018 | Glasgow                  | 2–7 augusti         | Sir Chris Hoy Velodrome          | 22                  | Erfurt                              | 7–8 september                       | Erfurt                              | 7–8 september                       |
| 2019 | Apeldoorn                | 16–20 oktober       | Omnisport Apeldoorn              | 22                  | Pordenone                           | 24–25 juli                          | Pordenone                           | 24–25 juli                          |
| 2020 | Plovdiv                  | 11–15 november      | Kolodruma                        | 22                  | inställt på grund av coronapandemin | inställt på grund av coronapandemin | inställt på grund av coronapandemin | inställt på grund av coronapandemin |
| 2021 | Grenchen                 | 5–9 oktober         | Tissot Velodrome                 | 22                  | inställt på grund av coronapandemin | inställt på grund av coronapandemin | inställt på grund av coronapandemin | inställt på grund av coronapandemin |
| 2022 | München                  | 11–16 augusti       | Neue Messe München               | 22                  | Lyon                                | 9–10 september                      | ej avhållet                         | ej avhållet                         |
| 2023 | Grenchen                 | 8–12 februari       | Velodrome Suisse                 | 22                  | Pordenone                           | 18–19 juli                          | ej avhållet                         | ej avhållet                         |
| 2024 | Apeldoorn                | 10–14 januari       | Omnisport Apeldoorn              | 22                  | ej avhållet                         | ej avhållet                         | ej avhållet                         | ej avhållet                         |
| 2025 | Heusden-Zolder           | 12–16 februari      | Heusden-Zolder Velodroom         | 22                  | Erfurt                              | 5–6 september                       | Erfurt                              | 5–6 september                       |
| 2026 | Konya                    | 11–15 februari      | Konya Olimpik Bisiklet Veledromu |                     |                                     |                                     |                                     |                                     |

- = inklusive stayer.

#### Medaljtabell (2010–2025)
Stayer och derny är ej inräknade i tabellen.
| Nr                   | Nation                          | Guld | Silver | Brons | Totalt |
| -------------------- | ------------------------------- | ---- | ------ | ----- | ------ |
| 1                    | Storbritannien                  | 57   | 40     | 32    | 129    |
| 2                    | Tyskland                        | 47   | 47     | 38    | 132    |
| 3                    | Nederländerna                   | 44   | 27     | 37    | 108    |
| 4                    | Frankrike                       | 32   | 37     | 38    | 107    |
| 5                    | Ryssland                        | 31   | 30     | 32    | 93     |
| 6                    | Italien                         | 27   | 29     | 25    | 81     |
| 7                    | Danmark                         | 11   | 12     | 8     | 31     |
| 8                    | Belgien                         | 10   | 17     | 12    | 39     |
| 9                    | Spanien                         | 9    | 8      | 7     | 24     |
| 10                   | Polen                           | 8    | 17     | 22    | 47     |
| 11                   | Portugal                        | 8    | 10     | 7     | 25     |
| 12                   | Litauen                         | 6    | 3      | 8     | 17     |
| 13                   | Tjeckien                        | 5    | 2      | 8     | 15     |
| 14                   | Ukraina                         | 4    | 9      | 14    | 27     |
| 15                   | Norge                           | 4    | 1      | 0     | 5      |
| 16                   | Schweiz                         | 3    | 7      | 6     | 16     |
| 17                   | Belarus                         | 2    | 7      | 6     | 15     |
| 18                   | Irland                          | 1    | 2      | 4     | 7      |
| 19                   | Österrike                       | 1    | 1      | 1     | 3      |
| –                    | Individuella neutrala idrottare | 1    | 0      | 1     | 2      |
| 20                   | Grekland                        | 0    | 3      | 3     | 6      |
| 21                   | Israel                          | 0    | 1      | 1     | 2      |
| 22                   | Ungern                          | 0    | 1      | 0     | 1      |
| 23                   | Rumänien                        | 0    | 0      | 1     | 1      |
| Totalt (23 nationer) | Totalt (23 nationer)            | 311  | 311    | 311   | 933    |

### UEC:s U23- och juniormästerskap
Från 2001 till 2009 hållna på samma orter som och samtidigt med elitens mästerskap i respektive discipliner. Se ovan.
| Nr                                                 | År   | Land          | Stad               | Grenar |
| -------------------------------------------------- | ---- | ------------- | ------------------ | ------ |
| som U23- och junioreuropamästerskapen i bancykling |      |               |                    |        |
| 10                                                 | 2010 | Ryssland      | Sankt Petersburg   | 38     |
| 11                                                 | 2011 | Portugal      | Anadia             | 38     |
| 12                                                 | 2012 | Portugal      | Anadia             | 38     |
| 13                                                 | 2013 | Portugal      | Anadia             | 38     |
| 14                                                 | 2014 | Portugal      | Anadia             | 38     |
| 15                                                 | 2015 | Grekland      | Aten               | 38     |
| 16                                                 | 2016 | Italien       | Montichiari        | 38     |
| 17                                                 | 2017 | Portugal      | Sangalhos          | 44     |
| 18                                                 | 2018 | Schweiz       | Aigle              | 44     |
| 19                                                 | 2019 | Belgien       | Gent               | 44     |
| 20                                                 | 2020 | Italien       | Fiorenzuola d'Arda | 44     |
| 21                                                 | 2021 | Nederländerna | Apeldoorn          | 44     |
| 22                                                 | 2022 | Portugal      | Anadia             | 44     |
| 23                                                 | 2023 | Portugal      | Anadia             | 44     |
| 24                                                 | 2024 | Tyskland      | Cottbus            | 44     |
| 25                                                 | 2025 | Portugal      | Anadia             | 44     |